# 초이노믹스
초이노믹스(Choinomics)란 대한민국의 최경환 경제부총리 겸 기획재정부 장관의 경제 정책을 의미한다. 초이노믹스는 내수활성화, 민생안정, 경제혁신을 경제 정책 방향으로 정하고 기업소득 환류세제와 LTVㆍDTI 완화 등을 구체적인 정책으로 제시하며 2014년 7월 17일에 공식 출범하였다.

## 어원
최경환의 성인 ‘Choi’와 경제를 뜻하는 Economics의 ‘nomics’가 결합된 합성어이다.

## 개요
이 부양책의 골자는 부동산을 담보로 쉽게 돈을 빌릴 수 있게 하고, 금리를 낮추고, 기업이 소유한 돈을 배당확대 및 사내유보금 과세 등으로 시장에 유통시켜 내수활성화와 소비 진작으로 불황을 벗어나겠다는 것이다. 이 중 7ㆍ24 부동산 대책과 9ㆍ1 부동산 대책 두차례에 걸쳐 쉽게 부동산 대출을 받을 수 있게 규제를 대폭 완화했으며, 사내보유금에 세금을 부과하는 등의 강력한 정책으로 증시 부양책을 예고했다.
그러나 2014년 10월 글로벌 증시 급락과 달러화 강세에 따라 대한민국 증시가 급락세를 보이는 등 증시가 최경환의 정책과는 아무 상관 없이 움직인다는 것이 판명되고, 9ㆍ1 부동산 대책 이후 매도 호가만 오르고 매수세는 사라지는 경향을 보이며 주택시장이 냉각되자 초이노믹스의 효과에 대해 회의적인 비판론이 많이 대두되었다.

## 부동산 정책

### 개요
초이노믹스의 핵심은 부동산 경기의 활성화이며, 초기부터 단기적인 효과에 대한 기대와 장기적인 부작용에 대한 우려로 찬반 양론이 있어 왔다. 찬성하는 쪽은 시장에 돈을 푸는 것이 현재의 경기침체를 벗어나기 위한 최선책이라는 입장이고, 반대하는 쪽은 빚을 더 내서 집을 사라는 정책은 가계부채 증가와 상환능력 저하로 이어질 것이고 부동산 거품이 꺼지면 국민경제 전체에 막대한 피해를 입힐 수 있다는 입장이다. 부동산 경기 활성화 외에 배당 확대 및 기업이 쌓아두고 있는 사내유보금에 대해 과세하는 방안이 시행되었으나, 많은 예외규정으로 실질적으로는 효과가 없었다.
초이노믹스의 부동산 경기 부양책의 방식은 LTV와 DTI의 규제완화이다. 이는 쉽게 말하면 서민들의 부동산 담보대출 한도를 높이겠다는 것으로, 수혜 지역은 수도권에 한하며 그 효과는 주로 강남의 재건축 아파트와 6억원 초과 아파트에 집중된다.
따라서 이는 저소득 무주택 실수요자들보다는 기존 주택 소유자의 갈아타기 또는 다주택자가 추가로 주택을 매입하는데 유리한 정책이다. 과거 서울 강남이 항상 부동산 시장 호황기를 이끌었기 때문에, 이 정책을 통해 서울 강남의 부동산값을 끌어올려 전체 부동산시장의 붐을 다시 이끌겠다는 것이다.
이러한 부동산경기 활성화를 시작으로 서민경제를 살리고 증시를 부양하겠다는 것이 초이노믹스의 목표이다. 일본의 아베노믹스가 기업을 중심으로 한 정책임에 반해, 초이노믹스는 가계를 중심으로 한 내수를 살리기 위한 정책이라는 차이가 있다.

### 평가
KB투자증권에서는 부작용의 우려가 있지만 "부동산 경기활성화가 내수진작에 가장 효과적"이라며 초이노믹스의 효과에 대해 기대하는 보고서를 냈다. 조선일보 등은 초이노믹스가 증시와 부동산에 '훈풍'을 가져와 이미 경제가 살아나고 있다는 요지의 보도를 수차례 하며 가계부채 증가를 우려하는 야당을 강하게 비난했다. 그러나 찬사 일색이었던 일부 언론의 평가와 달리, 같은해 10월 증시가 폭락하고 부동산 경기가 냉각되며 전세값만 급등하자 언론과 정치권에서는 비판론이 고조되었다. 게다가 금리 인하와 부동산 규제 완화로 가계부채가 급등한 것은 매우 위험한 신호라는 비판을 받았다.
또한 가계부채에 대한 경고는 여러 전문가들 사이에서 나오고 있다. 이미 가계부채가 2013년말 1,000조원을 초과하여 소득 대비 가계부채 비중이 주요 선진국의 1.6배에 달하는 상황에서, 더 많은 빚을 내어 집을 살 수 있도록 대출규제를 완화하면 대출 금리를 낮춘다고 해도 이미 쓸 수 있는 소득이 바닥나고 상당한 빚을 진 서민들이 더 빚을 내서 집을 살 수 없는 형편이라는 비판이 많다.
심지어 초이노믹스에 의한 부동산 경기활성화를 기대하는 보고서에서도 가계부채 증가에 대한 우려는 항상 나오고 있다. 신용평가사인 S&P는 ‘1040조원을 넘어선 한국의 가계부채가 은행산업의 위험요인이 될 수 있다’라고 경고한 바 있다. 이미 대한민국에서 가계부채는 계속 사상최고치를 경신하며 상환 능력은 원금상환이 이뤄지지 않을 뿐 아니라 이자상환 능력마저 약화되는 추세이기 때문이다. 이 상황에서 초이노믹스로 인해 가계부채가 대폭 증가하고 부동산 거품이 꺼질 경우, 국민경제를 뒤흔들 만큼 가공스러운 결과가 올 수 있다고 우려되고 있다.
게다가 주택담보대출 한도가 늘어나자 제2금융권의 주택담보대출이 대거 은행권으로 이동하는, 정부도 예상치 못한 효과가 나타났다. 이에, 빚을 내서 집을 사라는 현 정부의 정책은 집값 하락시 그 타격을 가계와 은행이 동시에 입게 할 것이라는 분석이 보수 언론에서도 흘러나오고 있다. 게다가 요즘 은행 등 금융권이 어려운 상황에서, 정부에서 대출 상한을 대거 풀어준다고 해서 은행권에서 공격적으로 대출을 늘려주지는 않을 것이기 때문에, 경제부총리가 의도한 대로 부동산 거품을 부풀리기는 힘들 것이라는 예상도 나온다.

## 증시 정책
기업의 배당을 확대하도록 유도하는 정책에 대해서는 대체로 좋은 평가가 나온다. 대한민국의 기업들은 주요 선진국들에 비해 배당률이 매우 낮기 때문이다.
반면 사내유보금 과세에 대해서는 논란이 많다. 박근혜 정부에서 사내유보금 과세 정책의 공식적인 명칭은 '기업소득환류세제'이다. 이에 대해서는 기업 활동에 대한 과다한 간섭과 이중과세 논란에 휘말려 있다. 과세를 반대하는 쪽에서는 미국과 일본, 대만에서는 사내유보금에 대해 세금을 물리고 있지만 이는 사업과 관련한 합리적 수요 이상의 이익에 대해 과세하는 것이라 기업소득환류세제는 성격이 다르다는 주장이다.
노무라증권은 지난 29일 최경환의 정책에 힘입어 '코스피 3000도 가능하다'는 보고서를 냈다. 이는 노무라 증권에서 비공식이라는 전제를 단 보고서이기 때문에 신뢰도가 다소 떨어지지만, 여러 언론에서 이를 대서특필했다. 코스피 지수 3000은 박근혜 정부의 공약이기도 하다. 그러나 이러한 예측은 2014년 10월 외국인 자금이 빠져나가며 코스피 지수가 1900까지 폭락하면서 완전히 빗나갔다.
2014년 7월 증시를 보면 외국인들의 아시아증시 순매수 중 절반이 한국 증시에 유입됐는데, 이때 일부 언론에서는 초이노믹스로 인해 주식 시장에 외국인 투자자들의 투자가 늘었다고 주장했다. 그러나 이는 미국의 양적완화로 자금이 풍부해진 외국계 자금이 상대적으로 안정적이고 저평가된 한국 시장에 들어왔다는 평가가 지배적이다. 그 근거로, 2014년 한국 증시에 대한 외국인들의 매수와 매도는 오직 글로벌 경제상황에 의해 움직였으며 한국 정부의 경제 정책과는 아무 관련이 없었다.

## 결론
초이노믹스는 다음과 같은 선순환을 노리고 있다고 요약할 수 있다.
1. 은행은 가계에 융자를 많이 내주고, 기업은 배당 등을 확대하여 시장에 돈을 푼다.
2. 부동산 가격을 상승시켜 부동산 시장을 활성화한다.
3. 부동산 시장을 중심으로 전체 경기가 활성화된다.
4. 일자리가 많아지고 임금이 증가되어 가계소득이 늘어난다.
5. 경기가 회복된다.

즉 초이노믹스의 성공은 1단계에서 유발된 가계부채 증대가 3단계의 경기활성화를 통해 4단계의 가계소득 증대로 이어질 수 있느냐에 달려 있는 셈이다.
이에 대한 비판은,  4단계의 가계소득 증대에 실패할 경우, 1단계에서 늘어난 막대한 빚이 사회 전체에 큰 피해를 줄 수 있다는 점이다. 늘린 부채가 경제회복을 가능하게 하려면 그것이 가계의 가처분소득 증대로 이어져야 하는데, 현재 한국의 가처분소득 대비 가계부채 비중이 163.8%로 막대한 빚에 짓눌려 있는 상황에서 약간의 집값 상승이 가계 소득 증대를 체감하게 만들지는 못하고 있다는 것이다.
2014년 중반, 외국인 매수세에 힘입어 주가지수가 높아지고 재건축 아파트들의 분양시장에 사람들이 많이 몰리자 보수 언론들을 중심으로 최경환의 정책에 대한 옹호 기사가 많이 게재되었다. 그러나 2014년 10월 들어 주가가 폭락하고 재건축 호가가 하락하는 등 부동산 시장의 전망 또한 불투명해지자, 대표적인 보수 언론 중 하나인 한국경제는 사설을 통해 "증시・부동산 부양책으로 경제를 살릴 수 없다"며 최경환의 정책을 정면으로 비판했다.

## 같이 보기
- 통화주의
- 대처주의
- 레이거노믹스
- 아베노믹스
- MB노믹스(이명박 정부)